# La Démocratie : sa nature, sa valeur
La Démocratie : sa nature, sa valeur (en allemand : Vom Wesen und Wert der Demokratie) est une étude sur la démocratie du juriste positiviste autrichien Hans Kelsen (1881-1973) publiée par l'éditeur J.C.B Mohr (Paul Siebeck) à Tübingen en 1920, puis en édition augmentée en 1929. En France, la seconde édition de cet ouvrage a été publiée par la maison d'édition Sirey en 1932, texte réédité en 2004 par les Éditions Dalloz.